# Las Ventas de Retamosa
Las Ventas de Retamosa is een gemeente in de Spaanse provincie Toledo in de regio Castilië-La Mancha. Las Ventas de Retamosa heeft 3.275 inwoners (1 januari 2016).

## Geografie
Las Ventas de Retamosa heeft een oppervlakte van 19 km² en grenst aan de buurgemeenten Camarena, Casarrubios del Monte, Fuensalida, La Torre de Esteban Hambrán en Santa Cruz del Retamar. Las Ventas de Retamosa ligt in de Comarca de La Sagra.

## Naam
De term "Las Ventas de Retamosa" is afgeleid van de oude naam "Las Ventas de Cabeza de Retamosa", die te danken was aan de herbergen die in de 18e eeuw op de heuvel "Cabeza de Retamosa" lagen.

## Galerij

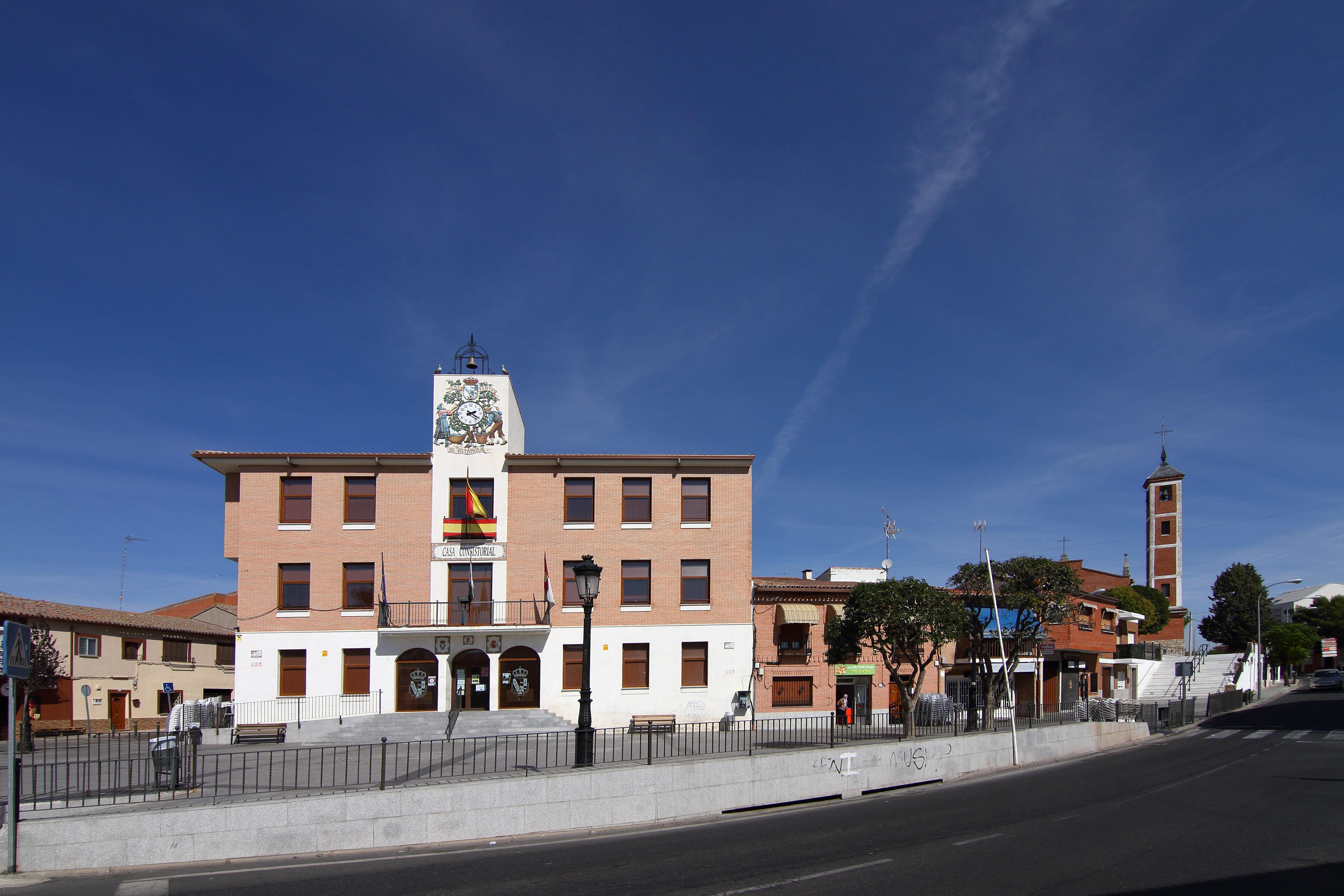
Gemeentehuis
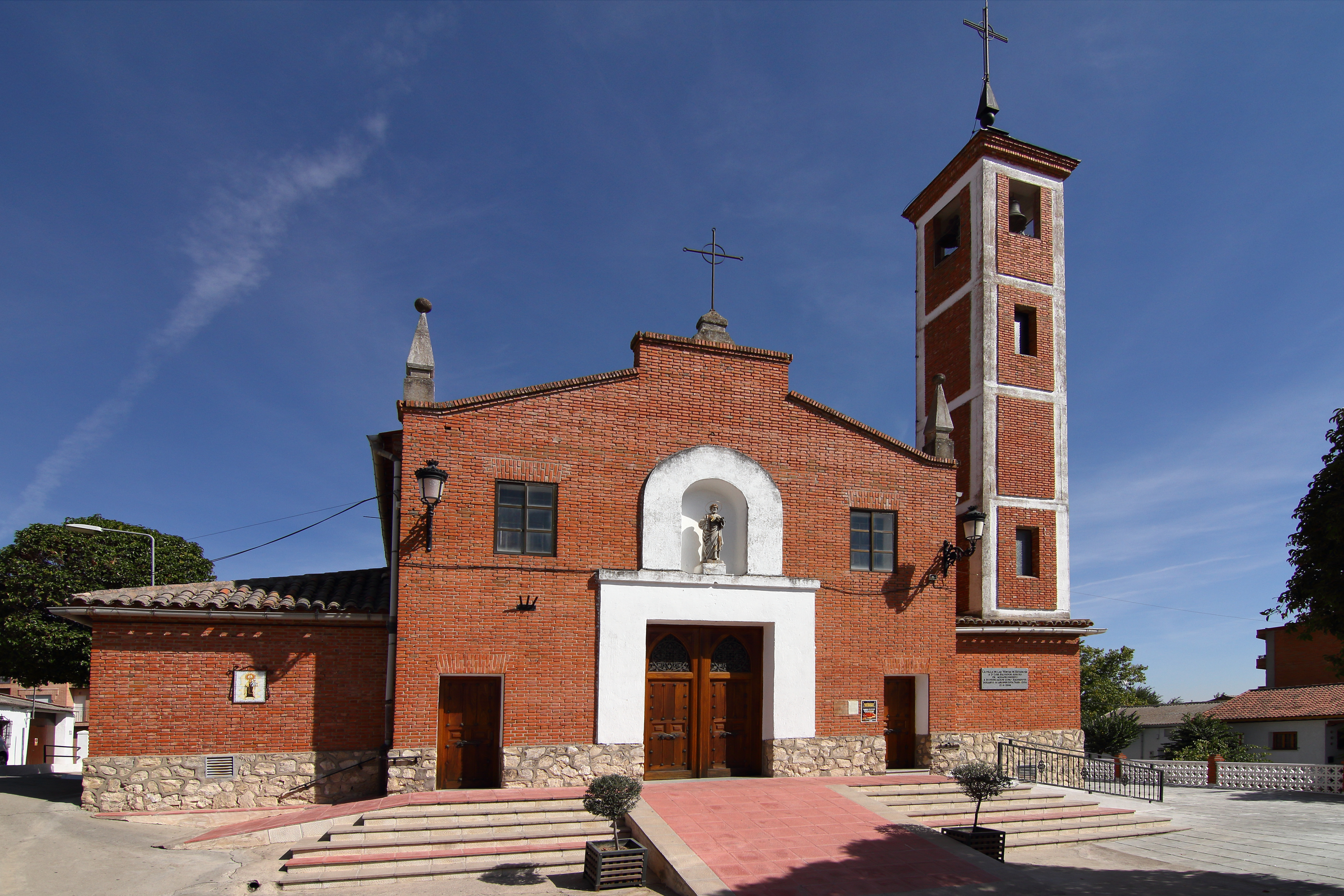
Kerk gewijd aan Petrus